# Draconettidae
Famille
Les Draconettidae sont une famille de poissons marins de l'ordre des Callionymiformes. 

## Liste des genres et espèces
Selon World Register of Marine Species (29 janvier 2024) :
- Centrodraco Regan, 1913
  - Centrodraco abstractum Fricke, 2002
  - Centrodraco acanthopoma (Regan, 1904)
  - Centrodraco atrifilum Fricke, 2010
  - Centrodraco fidelis Fricke, 2015
  - Centrodraco gegonipus (Parin, 1982)
  - Centrodraco insolitus (McKay, 1971)
  - Centrodraco lineatus Fricke, 1992
  - Centrodraco nakaboi Fricke, 1992
  - Centrodraco oregonus (Briggs & Berry, 1959)
  - Centrodraco ornatus (Fourmanoir & Rivaton, 1979)
  - Centrodraco otohime Nakabo & Yamamoto, 1980
  - Centrodraco pseudoxenicus (Kamohara, 1952)
  - Centrodraco rubellus Fricke, Chave & Suzumoto, 1992
  - Centrodraco striatus (Parin, 1982)
- Draconetta Jordan & Fowler, 1903
  - Draconetta xenica Jordan & Fowler, 1903

## Classification
Le nom valide complet (avec auteur) de ce taxon est Draconettidae Jordan & Fowler, 1903.